# Дорошенко, Пётр Емельянович
Пётр Емельянович Дорошенко (укр. Петро Омелянович Дорошенко; 1907, ст. Мечётинская, Черкасский округ, Область Войска Донского, Российская империя — 6 мая 1982) — советский партийный и государственный деятель.

## Биография
Родился в 1907 в станице Мечётинская Черкасского округа области Войска Донского Российской империи (ныне станица в составе Зерноградского района Ростовской области России). 
После окончания в 1927 Воронежского губернского агрономического техникума работал главным агроном совхоза, завучем, потом директором техникума в Центрально-Чернозёмной области, Северо-Кавказского края.
Одновременно до 1935 учился в Азово-Черноморском сельскохозяйственном институте.
В 1939 вступил в члены ВКП(б). В 1940 — заведующий Кировоградским областным земельным отделом.
В годы Отечественной войны служил во внутренних войсках НКВД (Таджикская ССР) (1942—1945).
С 1945 — на партийной работе. С 1946 по 1949 — руководитель сельхозотдела Кировоградского областного комитета КП(б) Украины.
С 1949 по март 1950 — секретарь Кировоградского областного комитета КП(б) Украины. Затем до мая 1954 — заведующий сельскохозяйственным отделом ЦК КП(б) — КП Украины.
С 27 сентября 1952 по 23 марта 1954 избирался кандидатом в члены ЦК КП(б)—КП Украины. 26 марта 1954-17 января 1956, затем 19 февраля 1960-17 марта 1971 был членом ЦК Компартии Украины.
С мая 1954 по 22 августа 1955 — 1-й секретарь Винницкого областного комитета КП Украины.
С августа 1955 по август 1959 руководил Сельскохозяйственным отделом ЦК КПСС по союзным республикам. В 1956—1961 был членом Центральной ревизионной комиссии КПСС.
С 10 сентября 1959 по 10 января 1963 — 1-й секретарь Черниговского областного комитета КП Украины.
С 14 января 1963 по декабрь 1964 — 1-й секретарь Одесского сельского областного комитета КП Украины.
В декабре 1964 назначен 1-м секретарем Кировоградского областного комитета КП Украины, в этой должности работал до апреля 1965.
Затем по январь 1971 — министр сельского хозяйства Украинской ССР. Затем был отправлен на пенсию.
Избирался делегатом внеочередного XXI (1959), XXII (1961) и XXIII (1966) съездов КПСС.
Депутат Верховного Совета СССР 6 созыва (1962—1965).
Автор книги «Сельское хозяйство СССР в 1959—1965 годах» (1959).

## Награды
- Орден Ленина
- Орден Трудового Красного Знамени
- Орден «Знак Почёта»